# All the Brothers Were Valiant (1953)
All the Brothers Were Valiant é um filme norte-americano de 1953, do gênero aventura, dirigido por Richard Thorpe e estrelado por Robert Taylor e Stewart Granger.
O filme é a terceira adaptação cinematográfica do romance "All the Brothers Were Valiant", de Ben Ames Williams (1919). As anteriores, ambas silenciosas, são de 1923 (All the Brothers Were Valiant) e 1928 (Across to Singapore).
Lewis Stone, do elenco de apoio, faleceu dois meses antes da estreia. Foi seu último trabalho no cinema.

## Sinopse
Os irmãos Joel e Mark Shore são aventureiros dos mares. Quando Joel desaparece durante uma caçada às baleias, Mark e Priscilla, esposa de Joel, saem à sua procura. Descobrem, com tristeza, que Joel transformou-se em um réprobo, uma desgraça para a humanidade. Mark, então, fomenta um motim no barco de Joel, com o propósito de assenhorear-se do comando e encontrar uma fortuna em pérolas. Para horror de Priscilla, um dos irmãos encontrará uma morte horrenda.

## Premiações
| Patrocinador                                  | Prêmio | Categoria                    | Situação |
| --------------------------------------------- | ------ | ---------------------------- | -------- |
| Academia de Artes e Ciências Cinematográficas | Oscar  | Melhor Fotografia (em cores) | Indicado |

## Elenco
| Ator/Atriz      | Personagem     |
| --------------- | -------------- |
| Robert Taylor   | Joel Shore     |
| Stewart Granger | Mark Shore     |
| Ann Blyth       | Priscilla Holt |
| Betta St. John  | Jovem nativa   |
| Keenan Wynn     | Silva          |
| James Whitmore  | Fetcher        |
| Kurt Kasznar    | Quint          |
| Lewis Stone     | Capitão Holt   |
| Robert Burton   | Asa Worthen    |
| Peter Whitney   | James Finch    |
| John Lupton     | Dick Morrell   |
| Jonathan Cott   | Carter         |
| Mitchell Lewis  | Cozinheiro     |
| James Bell      | Aaron Burnham  |
| Leo Gordon      | Peter How      |